# Zwarte-ogen-meesters

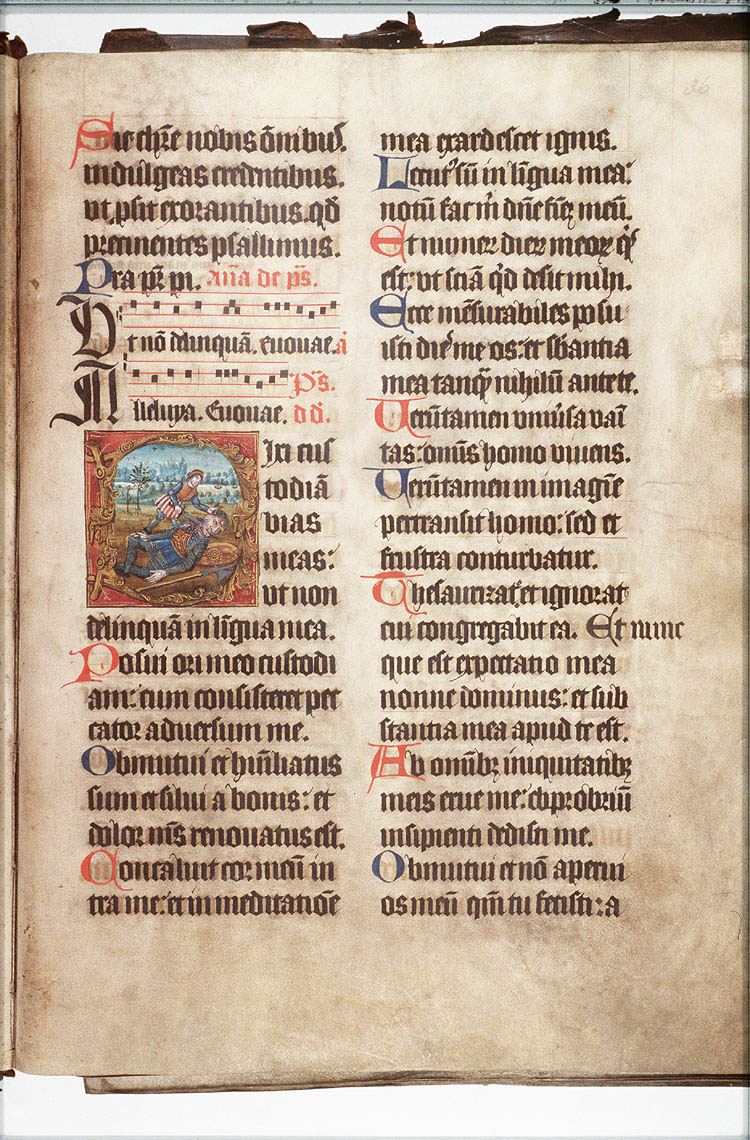
Folium 36r van een psalter en hymneboek (Koninklijke Bibliotheek, Ms. 78 A 32)

Zwarte-ogen-meesters is de noodnaam voor een groep boekverluchters die aan het eind van de 15e en het begin van de 16e eeuw werkzaam waren in de Noordelijke Nederlanden. Deze groep van verluchters domineerden in de periode van ca. 1490 tot 1510 de productie van verluchte handschriften in het graafschap Holland. Ze waren niet alleen in Holland actief, een aantal van hen trok naar de Zuidelijke Nederlanden, sommigen waren actief in Engeland en minstens een van hen is actief geweest in Keulen.
De noodnaam verwijst naar de kenmerkende zwaar aangezette donkere schaduwen die de afgebeelde figuren rond de ogen meekregen. De noodnaam ontstond toen handschriften geselecteerd werden voor de tentoonstelling Schatten van de Koninklijke Bibliotheek waarbij die gemeenschappelijke karakteristiek opviel en spontaan de naam Zwarte-ogen-meester werd gebruikt. Ook al meenden de samenstellers van de tentoonstelling dat de naam niet geschikt was voor publicatie vond hij toch ingang in het vakjargon en werd in 1984 voor het eerst in de vakliteratuur gebruikt via de vermelding in de tentoonstellingscatalogus Handschriften en Oude Drukken van de Utrechtse Universiteitsbibliotheek. In de Engelse vakliteratuur spreekt men van the masters of the dark eyes.

## Groepen

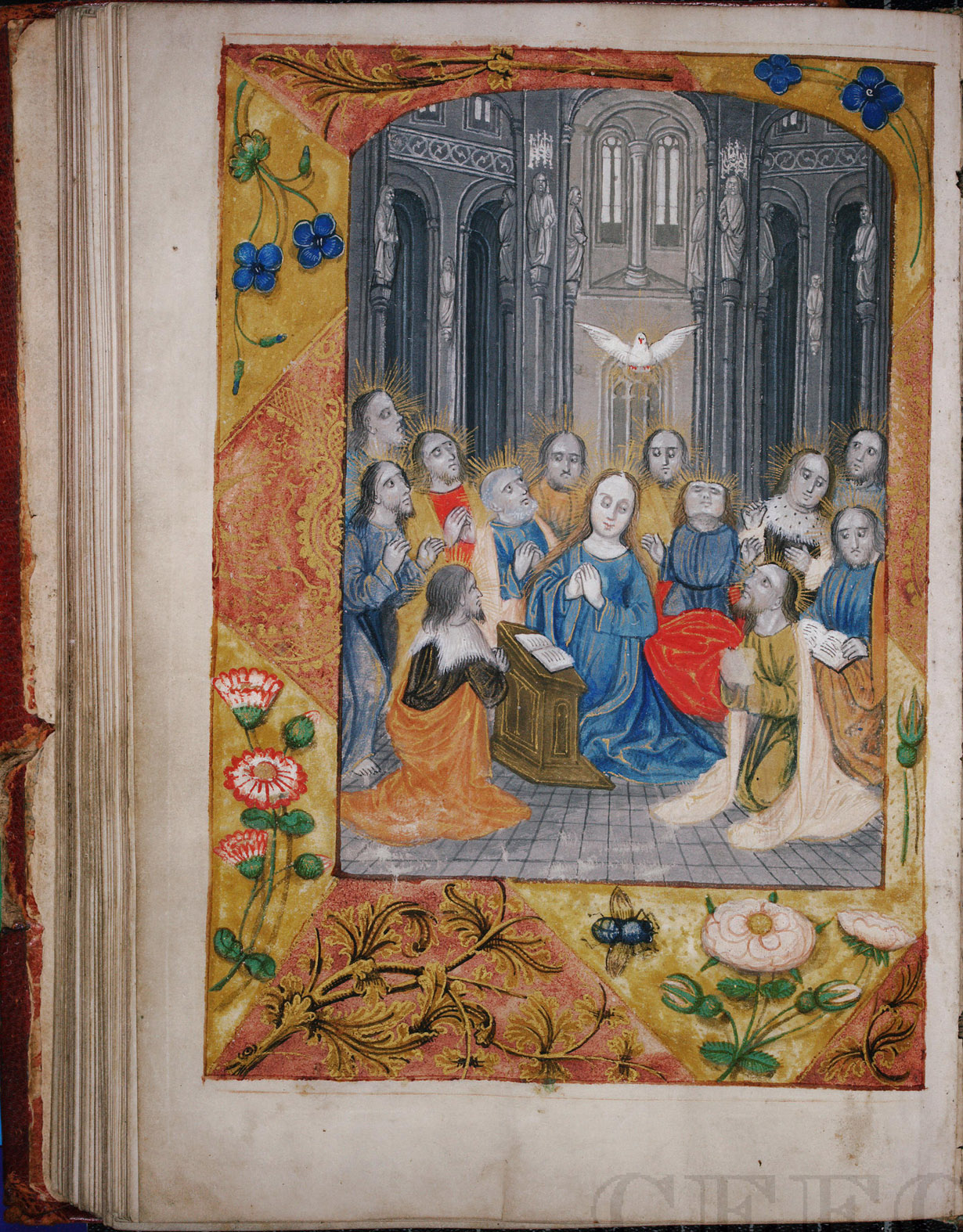
Codex 1117 Diocesane- en Dombibliotheek in Keulen, f81v, De nederdaling van de Heilige Geest over Maria en de apostelen

K.H. Broekhuysen kon in 89 manuscripten, meestal getijdenboeken, de stijl van de groep van meesters herkennen en dat is een van de grootste collectie van werken die aan een bepaalde groep van kunstenaars kon worden toegeschreven.
Zij bracht het oeuvre van de Zwarte-ogen-meesters op stilistische gronden onder in zeven groepen waarbij elke groep meerdere handen bevat. het gaat over:
- De Bezborodko-groep zo genoemd naar een getijdenboek in Den Haag (Koninklijke Bibliotheek, KB 135 E 45) voordien in het bezit van de Russische graaf Bezborodko. In deze groep werden dertien handschriften ondergebracht waarvan er één kon gedateerd worden op 1489, één op 1490 en twee op 1491.
- De Marciana-groep, met 27 handschriften de grootste deelgroep die zijn naam kreeg naar de Biblioteca Marciana in Venetië waar het rijkst verluchte handschrift (Biblioteca nazionale Marciana, BNM, It.I,35) uit deze groep wordt bewaard. Handschriften in deze groep werden gedateerd op 1500 en 1502/03.
- De Croesinck-groep die zijn naam ontleend aan een voormalige bezitter van een getijdenboek dat nu bewaard wordt in New York (Pierpont Morgan Library, PML, M.1078). Klazina Broekhuysen bracht zeven handschriften onder in deze groep. Twee meesters kregen een eigen noodnaam namelijk de Meester van Cornelis Croesinck en de Meester van de heiligenfiguren.
- De Chillicothe-groep bevat slechts vier handschriften die kunnen toegewezen worden aan twee meesters: de Meester van de ovale Vrouwenkoppen en de Meester van de Chillicothe Passie. De groep werd genoemd naar een getijdenboek in de McKell Library in Chillicothe (Ohio) (McKell 15).
- De Robinson-groep telt dertien handschriften die gedeeltelijk door een Zwarte-ogen-meester werden verlucht. Handschriften uit deze groep konden gedateerd worden tussen 1491 en 1502. Ze ontleent haar naam aan de Robinson-collectie waarin het belangrijkste handschrift zich bevond, actueel is het ondergebracht in een Duitse privécollectie.
- De Engelse groep zou men kunnen zien als een deelgroep van de Marciana-meesters maar bevat handschriften die in Engeland zijn ontstaan. Handschriften uit deze groep werden gedateerd op 1503 en 1509.
- De Zuidelijke groep uiteindelijk, bevat tien handschriften die in de Zuidelijke Nederlanden zouden zijn gemaakt. Het psalter nu bewaard in Den Haag (KB ms.78A32) behoort tot deze Zuidelijke groep. Deze groep werd vroeger de Margaretha van Oostenrijk groep genoemd maar James Marrow stelde de naam Zuidelijke groep voor omdat niet duidelijk kon aangetoond worden dat het handschrift in kwestie (Amsterdam, Bibliotheca Philosophica Hermetica, BPH 41) inderdaad aan Margaretha had toebehoord terwijl het Zuid-Nederlands karakter overduidelijk is.

## Stijlkenmerken

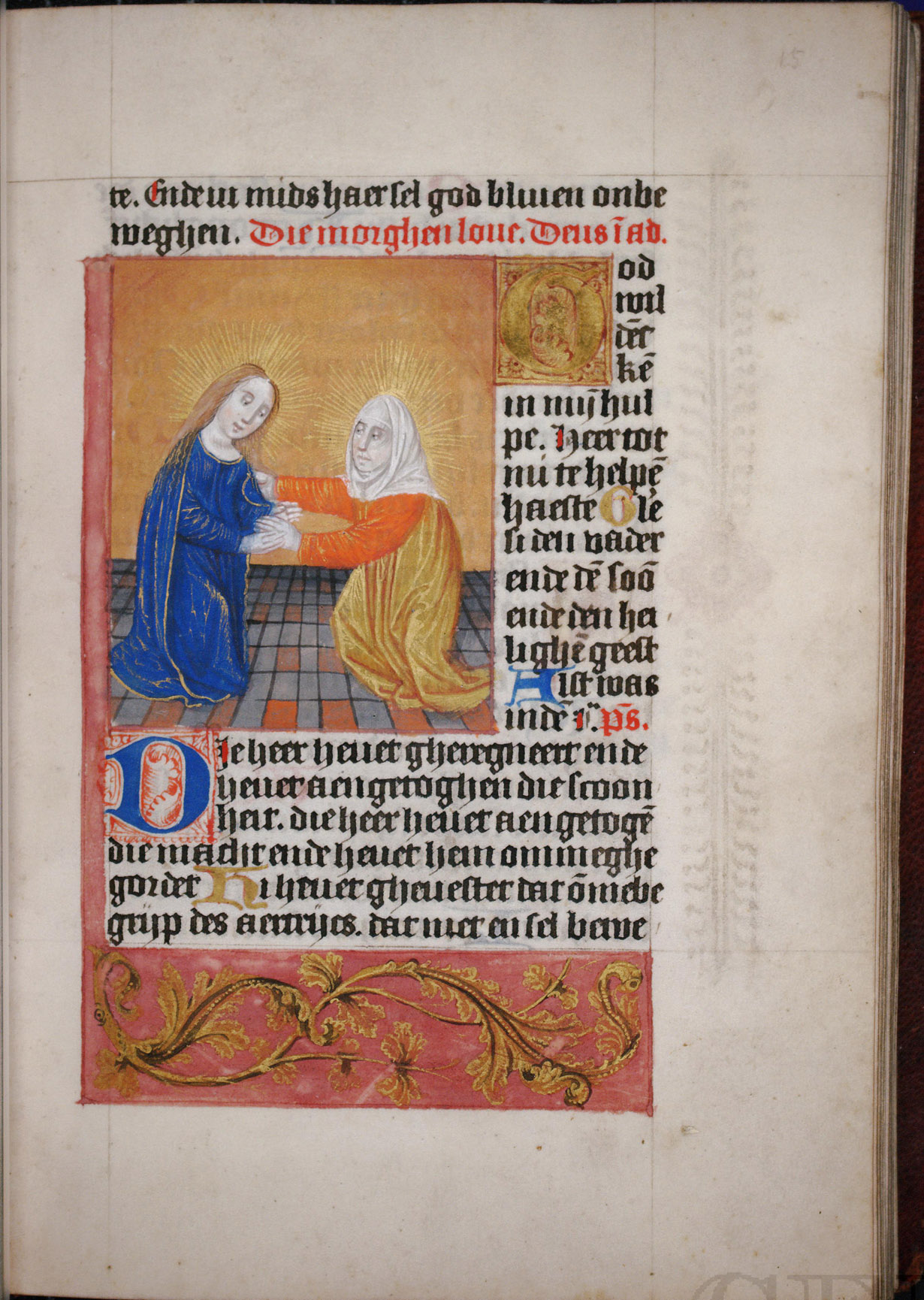
Lauden: visitatie

De Zwarte-ogen-meesters maakten verhalende voorstellingen omkadert met uitbundige randversiering en gedecoreerde initialen, ook rond de tekstblokken. Hun tijdgenoten realiseerden over het algemeen een veel eenvoudigere randversiering. Voor de randversiering gebruikten ze een stijl die was afgeleid van de randversiering die was ontstaan omstreeks 1470 in de Zuidelijke Nederlanden, de zogenaamde Gent-Brugse strooirand, een onderdeel van de Gent-Brugse stijl in de boekverluchting. Voorheen had men de randversiering geschilderd op het blanco perkament en de marges rond de miniatuur of het tekstblok werden vol geschilderd met acanthusranken en bladeren of met klimopblaadjes of wijnranken, soms met bloemen of bloemknoppen erin. In de nieuwe techniek werd de boord eerst diep ingekleurd dikwijls in het geel of het goud. Op die gekleurde rand werden zeer gedetailleerd realistische bloemen, insecten, vogels, slakken, juwelen, parels, schelpen, vazen en dergelijke meer afgebeeld. De schaduw van de objecten werd ook geschilderd om de illusie van reliëf te creëren. De boorden worden minder volgestouwd met blaadjes en takken, men verlaat het principe van de horror vacui dat in de vroegere randversiering de norm was, de nieuwe randen zijn ruimtelijk gezien veel opener en rustiger. Zoals in de Zuidelijke Nederlanden gingen de Zwarte-ogen-meesters ook textielpatronen en architectonische elementen voor de versiering van de marges gebruiken.
Kenmerkend voor de stijl is uiteraard de manier waarop rond de ogen zware schaduwen geschilderd werden. De composities werden opgebouwd uit vaste elementen die met kleine variaties worden gebruikt zodat gelijkaardige taferelen dikwijls heel gelijkend zijn. Men ziet ook vaak figuren of groepen van personen die in meerdere composities terugkomen.
Als achtergrond wordt heel dikwijls een kerkinterieur gebruikt, afgebeeld met een paar kruisgewelven en zuilen. Een voorbeeld hiervan is de Pinksterminiatuur uit codex 1117 hierbij. Diepte wordt gesuggereerd door de tegelvoer of een op een landschap openende deur. Ook de landschappen die gebruikt worden voor prenten die in de open ruimte worden gesitueerd zijn vrij stereotiep en uit steeds dezelfde elementen opgebouwd: een stadje op de achtergrond, een rotspartij, een rivier met schepen erop en heuvels in de achtergrond.
Bij kleinere miniaturen is de achtergrond dikwijls zeer summier aangegeven zoals in het voorbeeld van de Visitatie uit de Keulse Codex 1117. Alleen de vloer is aangegeven en het tafereel wordt geplaatst voor een gouden achtergrond. Ook het landschap wordt bij kleinere afbeeldingen dikwijls heel summier aangegeven. Sommige kunsthistorici noemden de miniaturen van de Zwarte-ogen-meesters, in vergelijking met de Noord-Nederlandse productie van miniaturisten uit het begin van de vijftiende eeuw, zoals de Meester van Katharina van Kleef en de Meesters van Dirc van Delf, gekleurde schetsen.
Tussen de groepen gedefinieerd door K.H. Broekhuysen zijn er duidelijke verschillen in stijlkenmerken. Die verschillen situeren zich meestal in de voorstelling van de figuren (gedrongen, slanker etc.), de vormgeving van de gezichten en het kleurgebruik. We verwijzen graag naar haar werk voor een volledige omschrijving hiervan.